# خليسان
خليسان هي قرية في مقاطعة سردشت، إيران. يقدر عدد سكانها بـ 45 نسمة بحسب إحصاء 2016.